# 라일리 맥그리
라일리 패트릭 맥그리(영어: Riley Patrick McGree, 1998년 11월 2일 ~ )는 오스트레일리아의 축구 선수이다. 포지션은 공격형 미드필더이며, 현재 잉글랜드 EFL 챔피언십의 미들즈브러 FC에서 뛰고 있다.